# Hrdina jedné noci
Hrdina jedné noci je film z roku 1935 v režii Martina Friče, v němž hlavní roli vytvořil Vlasta Burian.

## Děj
Krejčí Florián Svíčička (Vlasta Burian) se zajímá víc o středověk a o rytíře než o krejčovinu, což štve paní mistrovou (Světla Svozilová). Mezitím se radní ze Zdislavic (zde žije i Florián) i se starostou (Jaroslav Marvan) domlouvají, jak oslaví 500. výročí založení města. Vrcholem oslav má být představení, jak rytíř Zdislav dobyl blízký hrad a založil město. Představení režíruje a hlavní postavu hraje pan učitel (Čeněk Šlégl) a obsadil do role poraženého rytíře pana exekutora (Eman Fiala), ten si u Svíčičky nechal ušít rytířský kostým, to je Svíčičkova specialita.
Exekutorově ženě (Helena Monczáková) se nelíbí, co hraje, a tak mu to zatrhne. A tak za něj zaskočí Florián, pan učitel mu však zlomil jeho meč a představení bylo zkažené. Vyhodili ho, ale představení zkazil ještě jednou, když si spletl v lese filmování s pravou popravou. Starosta ho urazil a vyhodil z města. A tak se Florián odstěhoval do blízkých trosek hradu, který dobyl Zdislav. Tam potkal nezaměstnaného Jardu (Václav Trégl) a spolu se v hradu utábořili. Z klidu je pouze rušilo natáčení, které tam probíhalo, oni to však nevěděli, mysleli si, že tam straší. A tak se stalo, že Florián unesl z natáčení statistku Hanu (Truda Grosslichtová), která je velmi podobná herečce Thompsonové (také Truda Grosslichtová) a za kterou dělá „nebezpečné“ scény. Při tom s ní spadl a ona si vymkla nohu.
Florián se do Heleny zamiloval, a když filmaři odjeli a zapomněli jí tam, byl moc rád, dokonce s pomocí Jardy jí uvařil lektvar lásky. Ve městě se mistrová snažila přemluvit starostu, aby se nad Floriánem smiloval, je do Floriana zamilovaná, starosta nechce a ještě dal Floriána hledat četníky. Druhý den Florián a Jarda převezli Hanu do Boučkova na nádraží. Florián byl smutný, že odjela a když zjistil, že Hana zapomněla kufřík, tak se za ní vypravil do Prahy. Nevěděl jak se jmenuje, a tak si jí spletl s rozmazlenou hvězdou Thompsonovou, zajel za ní do vily, ale ta ho vyhodila, pomohl jí i její přítel Fredy (Ladislav Hemmer) – Florián ho totiž na hradě při natáčení praštil přes hlavu. Po návratu na hrad ho začali honit četníci. Přitom objevil Zdislavův zlatý poklad i s jeho závětí – půl náleží objeviteli a půl městu. Za to je Florián jmenován čestným občanem, za své peníze opraví hrad a začne tam žít a asi se svojí mistrovou. A Jarda má práci… (Byla natočena i německá verze filmu s názvem Held einer Nacht.)

## Obsazení
| Vlasta Burian        | krejčí Florian Svíčička                   |
| Světla Svozilová     | krejčovská mistrová                       |
| Jaroslav Marvan      | starosta Zdislavic                        |
| Truda Grosslichtová  | herečka Elvíra Thompsonová statistka Hana |
| Marie Ptáková        | Haniččina matka                           |
| Čeněk Šlégl          | učitel, člen obecní rady                  |
| Jarmila Švabíková    | učitelova žena                            |
| Eman Fiala           | exekutor, člen obecní rady                |
| Helena Monczáková    | exekutorova žena                          |
| František Černý      | poštmistr, člen obecní rady               |
| Václav Trégl         | Jarda, nezaměstnaný                       |
| Jan Sviták           | filmový režisér                           |
| Ladislav Hemmer      | filmový herec Fredy, přítel Elvíry        |
| Karel Postranecký    | věřitel slečny Elvíry                     |
| Alois Dvorský        | dědeček                                   |
| Marie Häusslerová    | babička                                   |
| Sylvie Havránková    | služka u starosty                         |
| Emanuel Hříbal       | knihovník                                 |
| Karel Němec          | člen obecní rady                          |
| Robert Ford          | člen obecní rady                          |
| Václav Piskáček      | člen obecní rady                          |
| Josef Oliak          | člen obecní rady                          |
| František Filipovský | reportér                                  |
| Saša Razov           | reportér                                  |
| Rudolf Stahl         | zvukař                                    |
| Karel Hradilák       | pomocný režisér                           |
| Vladimír Novotný     | kameraman                                 |
| Václav Vích          | kameraman                                 |
| Jiří Julius Fiala    | dirigent                                  |
| Milka Balek-Brodská  | starostova žena                           |
| Václav Menger        | návštěvník ochotnického divadla           |
| Emanuel Brožík       | návštěvník ochotnického divadla           |
| František Hlavatý    | návštěvník ochotnického divadla           |
| Zdena Kavková        | návštěvnice ochotnického divadla          |
| Marie Oliaková       | návštěvnice ochotnického divadla          |
| F. X. Mlejnek        | zbrojnoš při filmování                    |
| František Jerhot     | kat                                       |

## Tvůrci a štáb
- Režie: Martin Frič
- Námět: Jaroslav Kvapil
- Scénář: Josef Neuberg, Saša Razov
- Kamera: Jan Stallich
- Vedoucí výroby: Josef Stein
- Hudba: Eman Fiala
- Texty písní: Karel Melíšek, Jarka Mottl
- Architekt: Štěpán Kopecký (exteriéry), Bohumil Heš (interiéry)
- Zvuk: Bedřich Poledník
- Střih: Martin Frič
- Návrhy titulků: Antonín Frič
- Výprava: Arnold Reimann
- Asistent režie: Zdeněk Gina Hašler
- Fotograf: Willy Ströminger

## Produkční a technické údaje
- Pracovní název: Rytíř smutné postavy, Výlet do rytířských dob
- Premiéra: 19. dubna 1935
- Výroba: Meissnerfilm
- Distribuce: Meissnerfilm
- Copyright: 1935
- Barva: černobílý
- Jazyk: čeština
- Délka: cca 90 minut
- Ateliéry: AB Barrandov
- Exteriéry: Zbraslav